# Slumdog Millionaire
Slumdog millionaire (títol original en anglès: Slumdog Millionaire) és una pel·lícula britànica de gènere dramàtic, dirigida l'any 2008 per Danny Boyle. Ambientada en els suburbis de Bombai. La pel·lícula està basada en la novel·la Vol ser milionari? (el títol original és: Q & A), de l'escriptor i diplomàtic indi Vikas Swarup. Va ser doblada al català.

## Argument
Jamal Malik (Dev Patel) és un adolescent pobre de Bombai que un dia s'apunta per anar a la versió índia del programa Who Wants to Be a Millionaire? Després de participar en el programa, la seva vida sofrirà un gran tomb. Sorprenentment, respon correctament a totes les preguntes tot i no tenir gaire estudis, fet que fa sospitar els organitzadors i la policia que hagi fet trampa.
La pel·lícula es basa en escenes sobre el concurs i continus flaixbacs que narren la vida del protagonista. S'hi troba el motiu de saber les respostes i destaca l'enginy per sobreviure (en un estil picaresc), la relació amb el seu germà i el seu gran amor.

## Anàlisi i crítica
Boyle, també director de Trainspotting i La platja, reïx transportar l'espectador a un món completament diferent de l'occidental: el que envolta la infantesa i la joventut d'un nen miserablement pobre de l'Índia. Hi juga amb diverses històries simultànies. El fil conductor és la seva participació en el programa mentre reviu escenes del passat. S'hi veu els principals protagonistes: la lluita per la supervivència, l'amor i l'incert destí.
Encimbellada per la crítica internacional, la pel·lícula va triomfar amb vuit premis Oscar el 2009, incloent millor pel·lícula i millor director per a Danny Boyle. El film reitera en la idea oriental que assegura que el destí de l'home està escrit. Ho fa amb una excel·lent estructura argumental, un muntatge ple de ritme i una sorprenent interpretació del gairebé debutant Dev Patel. A més, la banda sonora d'Allah Rakha Rahman combina encertadament ritmes dels anys 1970 amb un toc inconfusible hindú.
El guionista va fer tres viatges d'investigació a l'Índia. Hi va entrevistar nens del carrer que el van sorprendre amb les seves actituds. Malgrat el realisme del film, un sector de la societat del gegant asiàtic va quedar molt descontenta amb la pel·lícula per la crua imatge que es donava del país. Fins i tot es van arribar a presentar demandes, ja que es considerava que el títol («Gos de carrer milionari») era ofensiu.
La crítica de la comunitat índia va ser mixta. Uns van aclamar el film, altres van trobar que donaven una imatge massa estereotipada i esbiaixada que no correspon a la realitat del país.

## Repartiment
| Personatge           | Intèrpret                  | Veu en català       |
| -------------------- | -------------------------- | ------------------- |
| Jamal Malik (adult)  | Dev Patel                  | Manel Gimeno        |
| Jamal Malik (jove)   | Tanany Chheda              | Andrés Arahuete     |
| Jamal Malik (nen)    | Azharuddin Mohammed Ismail | Elisabeth Bargalló  |
| Salim (adult)        | Madhur Mittal              | David Brau          |
| Salim (jove)         | Ashutosh Lobo Gajiwala     | David Brau          |
| Salim (nen)          | Ayush Mahesh Khdekar       | …                   |
| Latika (adult)       | Freida Pinto               | Isabell Valls       |
| Latika (jove)        | Tanvi Ganesh Lonkar        | Isabell Valls       |
| Latika (nen)         | Rubina Ali                 | Isabell Valls       |
| Prem Kumar           | Anil Kapoor                | Joan Carles Gustems |
| Inspector de policia | Irrfan Khan                | Toni Mora           |
| Sergent Srinivas     | Saurabh Shukla             | Jordi Royo          |
| Javed                | Mahesh Marjrekar           | Domènec Farell      |
| Maman                | Ankur Vikal                | Santi Lorenz        |
| Clark                | David Gilliam              | Carles di Blasi     |
| Mare de Jamal        | Sanchita Choudhary         | Thais Buforn        |
| Nena                 | (veu)                      | Meritxell Ribera    |

## Reconeixement
Després de l'estrena mundial de la pel·lícula al Festival de Cinema de Telluride i les posteriors projeccions al Festival Internacional de Cinema de Toronto i al Festiva de Cinema de Londres, Slumdog Millionaire va tenir un llançament a nivell nacional al Regne Unit el 9 de gener de 2009, a l'Índia el 23 de gener de 2009 i als Estats Units el 25 de desembre de 2008. Aquesta pel·lícula va estar nominada a deu premis Oscar el 2009 i en va guanyar vuit, incluïnt el premi a la Millor Pel·lícula, Millor Director i Millor Guió Adaptat. També ha estat guanyadora de set Premis BAFTA, entre ells la Millor Pel·lícula, cinc Premis de la Crítica Cinematogràfica i quatre Globus d'Or.